# Estadi Len Clay
L'Estadi Len Clay és un estadi esportiu de la ciutat d'Obuasi, a Ghana.
Va ser inaugurat el 10 de maig de 1990 i renovat el 17 d'abril de 2005. És la seu del club Ashanti Gold Sporting Club i té una capacitat per a 20.000 espectadors.